# János Hrutka
János Hrutka (ur. 26 października 1974 w Budapeszcie) – piłkarz węgierski grający na pozycji środkowego obrońcy. W swojej karierze 24 razy zagrał w reprezentacji Węgier i strzelił w niej 3 gole.

## Kariera klubowa
Karierę piłkarską Hrutka rozpoczął w klubie MTK Budapest FC. W 1993 roku awansował do kadry pierwszej drużyny i w sezonie 1993/1994 zadebiutował w jego barwach w pierwszej lidze węgierskiej. W trakcie tamtego sezonu odszedł do innego klubu z Budapesztu, Ferencvárosi TC. W latach 1995 i 1996 dwukrotnie z rzędu wywalczył z nim mistrzostwo Węgier. Wraz z Ferencvárosi zdobył też Puchar Węgier (1994, 1995) i Superpuchar Węgier (1994, 1995).
Na początku 1998 roku Hrutka odszedł do 1. FC Kaiserslautern. W niemieckiej Bundeslidze zadebiutował 6 lutego 1998 w wygranym 3:0 domowym meczu z VfL Bochum. W Kaiserslautern grał do 2000 roku. Wtedy też przeszedł do Eintrachtu Frankfurt, jednak przez całą rundę jesienną sezonu 2000/2001 nie rozegrał w nim żadnego meczu.
W 2001 roku Hrutka wrócił do Ferencvárosi TC. W 2001 roku został z nim mistrzem kraju, a w 2002 roku odszedł do Vasasu Budapeszt. W sezonie 2002/2003 grał w innym budapeszteńskim zespole, Kispest-Honvéd, w którym zakończył swoją karierę.
| Sezon   | Klub                 | Kraj   | Rozgrywki  | Mecze | Bramki |
| ------- | -------------------- | ------ | ---------- | ----- | ------ |
| 1993/94 | MTK Budapest FC      | Węgry  | NB I       | 4     | 1      |
| 1993/94 | Ferencvárosi TC      | Węgry  | NB I       | 11    | 0      |
| 1994/95 | Ferencvárosi TC      | Węgry  | NB I       | 21    | 2      |
| 1995/96 | Ferencvárosi TC      | Węgry  | NB I       | 14    | 0      |
| 1996/97 | Ferencvárosi TC      | Węgry  | NB I       | 25    | 3      |
| 1997/98 | Ferencvárosi TC      | Węgry  | NB I       | 7     | 3      |
| 1997/98 | 1. FC Kaiserslautern | Niemcy | Bundesliga | 3     | 0      |
| 1998/99 | 1. FC Kaiserslautern | Niemcy | Bundesliga | 12    | 1      |
| 1999/00 | 1. FC Kaiserslautern | Niemcy | Bundesliga | 2     | 0      |
| 2000/01 | Eintracht Frankfurt  | Niemcy | Bundesliga | 0     | 0      |
| 2000/01 | Ferencvárosi TC      | Węgry  | NB I       | 19    | 4      |
| 2001/02 | Ferencvárosi TC      | Węgry  | NB I       | 14    | 4      |
| 2001/02 | Vasas SC             | Węgry  | NB I       | 14    | 2      |
| 2002/03 | Kispest-Honvéd       | Węgry  | NB I       | 14    | 0      |

## Kariera reprezentacyjna
W reprezentacji Węgier Hrutka zadebiutował 25 marca 1998 roku w wygranym 3:2 towarzyskim meczu z Austrią. W swojej karierze grał w eliminacjach do Euro 2000 i MŚ 2002. W kadrze narodowej od 1998 do 2002 roku rozegrał 24 mecze i strzelił w nich 3 gole. Wcześniej, w 1996 roku, wystąpił na Igrzyskach Olimpijskich w Atlancie.